# Crocidura phaeura
Crocidura phaeura — вид ссавців родини Soricidae. Це ендемік Ефіопії. Його природні місця проживання — субтропічні або тропічні сухі ліси.